# Día Mundial de la Enfermedad de Chagas
El Día Mundial de la Enfermedad de Chagas es una jornada que se conmemora el 14 de abril desde 2020 y fue oficializada el 16 de mayo de 2019 por la Asamblea Mundial de la Salud. La fecha fue propuesta por la Federación Internacional de Asociaciones de Personas Afectadas por la Enfermedad de Chagas (FINDECHAGAS).
Con respecto a otras efemérides vinculadas con la problemática de Chagas, cabe mencionar que desde el año 2011 en Argentina se conmemora el Día Nacional por una Argentina sin Chagas (último viernes de agosto).

## Proclamación
La OMS informó de la proclamación del Día Mundial de la Enfermedad de Chagas el 16 de mayo de 2019, decisión que fue tomada en enero. Esta decisión se tomó para dar visibilidad a una enfermedad que afecta a millones de personas  y que se encuentra en la lista de enfermedades tropicales desatendidas de la OMS. La Federación Internacional de Asociaciones de Personas Afectadas por la Enfermedad de Chagas (FINDECHAGAS), junto con otras instituciones y organismos (entre ellos, la Coalición de Chagas), impulsaron la oficialización de este día.

## Celebración
Este día se celebra el 14 de abril en memoria del primer diagnóstico realizado por el doctor Carlos Chagas en 1909. La fecha busca sensibilizar sobre la enfermedad de Chagas, promover el acceso a diagnósticos y tratamientos, y reconocer la lucha contra la misma. Aunque se ha celebrado de forma no oficial por años, su oficialización el 16 de mayo de 2019 por la OMS marca un hito en la lucha contra la enfermedad, buscando mejorar la visibilidad y la respuesta global ante este problema de salud.

## Temas
- 2020: Combatamos la enfermedad de Chagas ahora[6]
- 2021: Servicios de salud equitativos e integrales para todas las personas afectadas por la enfermedad de Chagas[7]
- 2022: Detectar y notificar todos los casos para derrotar la enfermedad de Chagas[8]
- 2023: Es hora de integrar la atención de la enfermedad de Chagas a la red primaria de salud[9]
- 2024: Abordando la enfermedad de Chagas: detectar temprano y cuidar de por vida[10]